# Viciria epileuca
Viciria epileuca är en spindelart som beskrevs av Simon 1903. Viciria epileuca ingår i släktet Viciria och familjen hoppspindlar. Inga underarter finns listade i Catalogue of Life.